# El Hijo de Dr. Wagner Jr.
El Hijo de Dr. Wagner Jr. (nascido em 4 de dezembro de 1991) é um luchador enmascarado mexicano, ou seja, um lutador de luta livre profissional mascarado, atuando principalmente na Major League Wrestling (MLW) nos Estados Unidos, Pro Wrestling Noah no Japão, além de também trabalhar na Lucha Libre AAA Worldwide e no circuito independente, incluindo o International Wrestling Revolution Group (IWRG), onde interpreta um personagem tecnico (o "bom" da luta livre). O nome real de El Hijo de Dr. Wagner Jr. não é de domínio público, como é comum entre os lutadores mascarados no México, onde suas vidas privadas são mantidas em segredo dos fãs de wrestling. Ele é neto de Dr. Wagner e filho de Dr. Wagner Jr. Sua mãe é a lutadora profissional Rossy Moreno, e ele faz parte das famílias de wrestling Wagner e Moreno.

## Vida pessoal
El Hijo de Dr. Wagner Jr. é filho de Juan Manuel González Barrón e Rossy Moreno, ambos lutadores profissionais, com seu pai atuando como o lutador mascarado Dr. Wagner Jr. Ele é neto dos lutadores Dr. Wagner e Alfonso Morales, patriarcas das famílias de wrestling Wagner e Moreno. Ele é sobrinho de Silver King (filho de Dr. Wagner). Por parte de mãe, ele é sobrinho dos lutadores Noé Astro Moreno León (mais conhecido como El Oriental), Alda Moreno, Esther Moreno, Cynthia Moreno, Mini Cibernético, Groond XXX e Extasis. Ele foi treinado para sua carreira no wrestling profissional por sua mãe, sua tia Esther e seu tio El Oriental, pois eles tiveram um papel mais ativo em seu treinamento do que Juan Manuel González, desde o divórcio de González e Moreno.

## Carreira na luta livre profissional
Na lucha libre, os lutadores mascarados guardam muito bem suas vidas privadas, o que significa que, se nunca foram oficialmente desmascarados durante suas carreiras, seus nomes de nascimento são mantidos em segredo do público geral. Alguns lutadores, especialmente os de segunda ou terceira geração, costumam assumir uma identidade de ringue diferente antes de revelar sua relação familiar. Não foi verificado que El Hijo de Dr. Wagner trabalhou sob uma identidade diferente antes de 9 de dezembro de 2009, quando fez sua estreia sob esse nome, mas é possível que a data de estreia dada seja apenas para o personagem "El Hijo de Dr. Wagner". Antes de sua estreia oficial, ele foi por vezes chamado de "Dr. Wagner III" ("Dr. Wagner, o Terceiro") por algumas publicações de lucha libre, mas esse nome nunca foi oficialmente usado. Ele fez sua estreia em um show do Perros del Mal em 25 de dezembro de 2009, fazendo equipe com C. Manson, X-Fly e seu tio Groon XXX; a equipe derrotou El Oriental, Halloween, Hysteria Extreme e Máscara Año 2000 Jr. Em março de 2010, ele se uniu a seu pai para um show em Monterrei, Nuevo León, onde perderam para os representantes da Lucha Libre AAA Worldwide (AAA) El Mesías e Black Warrior. Três dias depois, ele se uniu às lendas da lucha libre Blue Demon Jr. e El Hijo del Santo; o trio perdeu para Los Perros del Mal (Damian 666, Halloween e Mr. Águila) quando Hijo de Dr. Wagner sofreu o pin. Seu pai tinha uma rivalidade de longa data com L.A. Park, uma rivalidade que se estenderia à próxima geração, pois El Hijo de Dr. Wagner começou a lutar contra El Hijo de L.A. Park por todo o México. A rivalidade culminou em uma luta em 2 de setembro de 2010, onde Dr. Wagner Jr. e seu filho derrotaram L.A. Park e seu filho. Alguns dias depois, Hijo de Dr. Wagner e Hijo de L.A. Park foram escalados para o Torneo De Parejas Juniors Bicentenario da Organizacion Independiente de Lucha Libre (OILL). Os dois rivais conseguiram derrotar Kung Fu Jr. e Ultraman Jr. nas semifinais e depois derrotaram El Hijo del Fishman e El Hijo del Canek na final para vencer o torneio. Alguns meses depois, a OILL realizou o torneio de duplas Ruleta de la Muerte, onde a equipe perdedora avançaria no torneio e, no final, a última equipe enfrentaria a outra sob regras de Luchas de Apuestas ("Luta de Apostas"), onde o perdedor seria forçado a se desmascarar. O torneio incluiu as equipes de Hijo de Dr. Wagner e Máscara Jr., Histeria e El Hijo de Fishman, El Canek Jr. e Black Abyss. A equipe de Hijo de Dr. Wagner perdeu para Canek Jr. e Black Abyss e, portanto, foi forçada a lutar entre si com suas máscaras em jogo. No final, Hijo de Dr. Wagner venceu seu oponente, forçando Máscara Jr. a se desmascarar.
Em 12 de julho de 2010, Hijo de Dr. Wagner trabalhou no Promociones Gutiérrez 1st Anniversary Show, um show co-produzido pela promoção local e o Consejo Mundial de Lucha Libre (CMLL), uma das maiores promoções do México. Hijo de Dr. Wagner fez equipe com Hijo de L.A. Park e Scorpio Jr. para enfrentar os regulares do CMLL La Máscara, Mascara Dorada e Valiente. As equipes dividiram as duas primeiras quedas entre elas e, na queda final, Scorpio Jr. causou uma desqualificação ao dar um golpe baixo em La Máscara e posteriormente desmascará-lo na frente do árbitro. Após a luta, Scorpio Jr. e Hijo de L.A. Park atacaram Hijo de Dr. Wagner Jr., o que resultou na surpresa da noite, pois seu pai, Dr. Wagner Jr., entrou no ringue para salvá-lo do ataque. Dr. Wagner Jr. apareceu com sua roupa de luta completa, com o Campeonato Mega da AAA preso na cintura, surpreendendo a todos os presentes. Após espantar os atacantes de seu filho, ele posou no ringue com ele, depois deu a volta no ringue para permitir que a primeira fila o visse mais de perto. Dr. Wagner Jr. não fez nenhum anúncio ou comentário durante sua aparição, apenas posou com seu filho e interagiu com os fãs antes de deixar a arena. Em 2010, El Hijo de Dr. Wagner formou uma equipe regular com El Hijo del Medico Asesino chamada La Ola Blanca, fazendo referência à equipe de Dr. Wagner e Ángel Blanco. A dupla trabalhou para várias promoções independentes no México até que El Hijo del Medico Asesino assinou um contrato de desenvolvimento com a World Wrestling Entertainment no início de 2011. El Hijo de Dr. Wagner começou a fazer aparições regulares para o International Wrestling Revolution Group (IWRG) em 2011, incluindo o evento principal da Guerra del Golfo da IWRG, onde lutou em uma luta dentro de uma jaula de aço, onde o perdedor seria forçado a defender sua máscara mais tarde naquela noite em uma Lucha de Apuesta. A luta também incluiu Black Terry, El Ángel, El Hijo del Diablo, El Hijo del Pantera, Masada e Trauma I, e o perdedor Multifacético. Ele fez equipe com El Canek Jr. para competir na Guerra de Empresas de 2011 da IWRG, representando o circuito independente. A equipe perdeu para os representantes da AAA, Los Psycho Circus (Monster Clown e Psycho Clown), na primeira rodada do torneio. Menos de um mês depois, a IWRG realizou outro torneio Guerra de Empresas; desta vez, ele fez equipe com Trauma I, mas foram eliminados na primeira rodada quando ambos, assim como os oponentes El Hijo de Pirata Morgan e Lizmark Jr., foram contados fora. No final de 2011, El Hijo de Dr. Wagner foi um dos vários lutadores que participaram de um "teste" para a WWE, esperando impressionar os oficiais o suficiente para ganhar um contrato. Na época, El Hijo de Dr. Wagner não recebeu um contrato. Em 15 de março de 2012, El Hijo de Dr. Wagner foi um dos dez homens que lutaram no evento principal da Rebelión de los Juniors da IWRG, onde o vencedor teria uma luta pelo Campeonato IWRG Junior de Juniors mais tarde. A luta foi disputada sob regras de eliminação de torneo cibernético. Também estavam incluídos Apolo Estrada Jr., Bestia 666, Carta Brava Jr., El Canek Jr., El Hijo de L.A. Park, Halcón 78 Jr., Hijo de Pirata Morgan, Máscara Sagrada Jr. e Ultraman Jr. Hijo de Dr. Wagner foi o sétimo homem eliminado da luta, sendo derrotado por seu rival Hijo de L.A. Park. Alguns meses depois, ele foi um dos 10 homens que competiram em uma luta de Luchas de Apuestas dentro de uma jaula de aço junto com seu rival El Hijo de L.A. Park, El Ángel, Oficial AK-47, Carta Brava Jr., Carta Brava Jr. (II), Oficial Factor, El Hijo de Máscara Año 2000, El Hijo de Pirata Morgan, Veneno e Violencia Jr. Hijo de Dr. Wagner escapou da jaula na metade da luta, mantendo sua máscara segura. No mês seguinte, ele competiu em mais uma luta dentro de uma jaula de aço com o mesmo conceito, chamada El Castillo del Terror ("A Torre do Terror"), novamente com seu principal rival El Hijo de L.A. Park entre os outros nove participantes. Mais uma vez, Hijo de Dr. Wagner focou principalmente em Hijo de L.A. Park durante a luta e escapou da jaula poucos momentos antes de seu rival fazer o mesmo, mantendo sua máscara segura. Para a celebração do 35º Aniversário da Arena Naucalpan da IWRG, Hijo de Dr. Wagner fez equipe com seu pai para enfrentar outras quatro "famílias de luta livre" dentro de uma jaula de aço: as famílias incluíam a família Canek (Canek e Canek Jr.), La Familia de Tijuana (Damian 666 e X-Fly), Los Junior Dinamitas (Máscara Año 2000 Jr. e Hijo de Máscara Año 2000) e Los Piratas (Pirata Morgan e Hijo de Pirata Morgan). A luta terminou quando Los Piratas foram os últimos lutadores no ringue após os Wagners conseguirem escapar.

### Pro Wrestling Noah (2019–presente)
Em 29 de julho de 2019, como parte de uma relação de trabalho entre a Pro Wrestling Noah e a Major League Wrestling, foi anunciado que El Hijo de Dr. Wagner Jr. participaria do principal torneio do Noah, o N-1 Victory. No mês seguinte, Wagner terminou o torneio com um recorde de uma vitória e quatro derrotas, não avançando para a final do torneio. Durante o torneio, Wagner se juntou ao grupo Sugiura-gun, como seu primeiro membro gaijin. Em abril de 2020, como parte do Sugiura-gun, Wagner e o mais novo membro do Sugiura-gun, Rene Dupree, formaram o Sugiura-gun International. Depois disso, Wagner e Dupree participaram do Global Tag League de 2020, terminando o torneio com um recorde de duas vitórias e uma derrota, avançando para a final do torneio. Em 18 de abril, Wagner e Dupree derrotaram AXIZ (Go Shiozaki e Katsuhiko Nakajima) na final para vencer o torneio. No dia seguinte, Wagner e Dupree derrotaram Masaaki Mochizuki e Naomichi Marufuji para ganhar o Campeonato de Duplas GHC. Em 10 de agosto, Wagner e Dupree devolveram os títulos ao Noah, devido à impossibilidade de participar dos eventos do Noah em relação às restrições de viagem devido à pandemia de COVID-19, deixando o título vago no processo.

## Títulos e prêmios
- Organizacion Independiente de Lucha Libre
  - Torneo De Parejas Juniors Bicentenario (2010) – com El Hijo de L.A. Park[5][25]
- Pro Wrestling Illustrated
  - PWI o colocou na #50ª posição dos 500 melhores lutadores individuais no PWI 500 em 2024[26]
- Pro Wrestling Noah
  - GHC Heavyweight Championship (1 vez)
  - GHC National Championship (1 vez)
  - GHC Tag Team Championship (2 vezes) – com René Duprée[27]
  - Global Tag League (2020) – com René Duprée[28]
- The Crash Lucha Libre
  - The Crash Tag Team Championship (1 vez, atual) – com Galeno del Mal[29]
- Universal Wrestling Entertainment
  - UWE Tag Team Championship (1 vez) – com El Hijo de Dos Caras[30]
- Xtreme Warriors Wrestling
  - XWW Tag Team Championship (1 vez) – com El Hijo del Médico Asesino[31]

## Luchas de Apuestas
| Vencedor (aposta)                   | Perdedor (aposta) | Local            | Evento         | Data                   | Notas            |
| ----------------------------------- | ----------------- | ---------------- | -------------- | ---------------------- | ---------------- |
| El Hijo de Dr. Wagner Jr. (máscara) | Máscara Jr.       | Pachuca, Hidalgo | Evento ao vivo | 23 de novembro de 2010 | [ Note 1 ] [ 6 ] |